# Großer Preis von Spanien 1970
Der Große Preis von Spanien 1970 (offiziell XVI Gran Premio de España) fand am 19. April auf dem Circuito del Jarama in San Sebastián de los Reyes, einem Vorort von Madrid, statt und war das zweite Rennen der Automobil-Weltmeisterschaft 1970.

## Berichte

### Hintergrund
Vor dem Rennen lösten die Organisatoren des Grand Prix bei den Mitgliedern des FOCA Ärger aus, als sie die Anzahl der Starter auf nur sechzehn beschränkten. Um das Chaos noch zu vergrößern, wurde keine der am Freitag gefahrenen Runden für das Qualifying gewertet. Am Morgen vor dem Rennen schien die Angelegenheit geklärt zu sein und die Organisatoren machten ihre Entscheidung zunächst rückgängig, und diejenigen, die sich nicht qualifizierten, sahen so aus, als ob sie startberechtigt wären. Daraufhin schritt die Commission Sportive Internationale ein und zwang die spanischen Organisatoren, zur ursprünglichen Teilnehmerzahl von sechzehn zurückzukehren, und die Autos, die sich nicht qualifizierten, wurden von der Startaufstellung genommen.

### Training
Jack Brabham fuhr die schnellste Trainingszeit und bildete gemeinsam mit Denis Hulme und Jackie Stewart die erste Startreihe, die damals noch aus drei Fahrzeugen bestand. Die aus zwei Fahrzeugen bestehende zweite Startreihe wurde von Jean-Pierre Beltoise und Pedro Rodríguez gebildet. Chris Amon, Jacky Ickx und Jochen Rindt qualifizierten sich für die dritte Reihe. Somit befanden sich Fahrzeuge von sieben unterschiedlichen Konstrukteuren auf den ersten acht Startplätzen.

### Rennen
In der Startrunde kollidierte Jackie Oliver mit Ickx, nachdem er aufgrund eines Aufhängungsbruches die Kontrolle über seinen Wagen verloren hatte. Beide Wagen gingen sofort in Flammen auf. Oliver konnte sich mit einem Sprung retten und blieb unverletzt. Ickx hatte zunächst Probleme beim Öffnen seiner Gurte und erlitt durch diese Verzögerung leichte Verbrennungen. Trotz der relativ lang andauernden Löscharbeiten durch Streckenposten und Feuerwehr ging das Rennen nahezu unbeeinflusst weiter. Nachdem Oliver zu Fuß zurück zu seiner Box gelaufen war und sein Team über den Unfallgrund informiert hatte, wurde der mit einem baugleichen Fahrzeug auf Position sechs fahrende Rodríguez zum Boxenstopp aufgefordert, um seine Aufhängungsteile überprüfen zu können. Man entschied sich daraufhin, ihn sicherheitshalber aus dem Rennen zu nehmen.
Stewart hatte gleich zu Beginn die Führung übernommen und gab sie bis ins Ziel nicht mehr ab. Er erreichte somit als Fahrer des Kundenteams Tyrrell den ersten Grand-Prix-Sieg für den Hersteller March, der erst seine zweite GP-Teilnahme bestritt. Während sich mit Joseph Siffert einer der March-Werksfahrer nicht qualifizieren konnte und Amon mit Motorschaden ausfiel, schaffte es mit Mario Andretti ein weiterer Fahrer eines privat eingesetzten March aufs Podium und sorgte somit für einen insgesamt erfolgreichen Auftritt des neuen Herstellers. Der zweite Platz ging an Bruce McLaren, er profitierte allerdings ebenso wie Andretti von den zahlreichen Ausfällen während des Rennens, bei dem nur fünf Fahrer das Ziel erreichten.

## Meldeliste
| Team                        | Nr. | Fahrer               | Chassis       | Motor                    | Reifen |
| --------------------------- | --- | -------------------- | ------------- | ------------------------ | ------ |
| Tyrrell Racing Organisation | 01  | Jackie Stewart       | March 701     | Ford Cosworth DFV 3.0 V8 | D      |
| Tyrrell Racing Organisation | 16  | Johnny Servoz-Gavin  | March 701     | Ford Cosworth DFV 3.0 V8 | D      |
| Scuderia Ferrari SpA SEFAC  | 02  | Jacky Ickx           | Ferrari 312B  | Ferrari 001 3.0 F12      | F      |
| Gold Leaf Team Lotus        | 03  | Jochen Rindt         | Lotus 72      | Ford Cosworth DFV 3.0 V8 | F      |
| Gold Leaf Team Lotus        | 19  | John Miles           | Lotus 72      | Ford Cosworth DFV 3.0 V8 | F      |
| Garvey Team Lotus           | 23  | Àlex Soler-Roig      | Lotus 49C     | Ford Cosworth DFV 3.0 V8 | F      |
| Equipe Matra Elf            | 04  | Jean-Pierre Beltoise | Matra MS120   | Matra MS12 3.0 V12       | G      |
| Equipe Matra Elf            | 22  | Henri Pescarolo      | Matra MS120   | Matra MS12 3.0 V12       | G      |
| Bruce McLaren Motor Racing  | 05  | Denis Hulme          | McLaren M14A  | Ford Cosworth DFV 3.0 V8 | G      |
| Bruce McLaren Motor Racing  | 11  | Bruce McLaren        | McLaren M14A  | Ford Cosworth DFV 3.0 V8 | G      |
| Bruce McLaren Motor Racing  | 20  | Andrea de Adamich    | McLaren M7D   | Alfa Romeo T33 3.0 V8    | G      |
| Rob Walker Racing Team      | 06  | Graham Hill          | Lotus 49C     | Ford Cosworth DFV 3.0 V8 | F      |
| Motor Racing Developments   | 07  | Jack Brabham         | Brabham BT33  | Ford Cosworth DFV 3.0 V8 | G      |
| Auto Motor und Sport        | 24  | Rolf Stommelen       | Brabham BT33  | Ford Cosworth DFV 3.0 V8 | G      |
| Team Surtees                | 08  | John Surtees         | McLaren M7C   | Ford Cosworth DFV 3.0 V8 | F      |
| March Engineering           | 09  | Chris Amon           | March 701     | Ford Cosworth DFV 3.0 V8 | F      |
| March Engineering           | 14  | Joseph Siffert       | March 701     | Ford Cosworth DFV 3.0 V8 | F      |
| Yardley Team B.R.M.         | 10  | Pedro Rodríguez      | BRM P153      | BRM P142 3.0 V12         | D      |
| Yardley Team B.R.M.         | 15  | Jackie Oliver        | BRM P153      | BRM P142 3.0 V12         | D      |
| Owen Racing Organisation    | 21  | George Eaton         | BRM P153      | BRM P142 3.0 V12         | D      |
| Frank Williams Racing Cars  | 12  | Piers Courage        | De Tomaso 505 | Ford Cosworth DFV 3.0 V8 | D      |
| STP Corporation             | 18  | Mario Andretti       | March 701     | Ford Cosworth DFV 3.0 V8 | F      |

## Klassifikationen

### Startaufstellung
| Pos. | Fahrer               | Konstrukteur       | Zeit    | Ø-Geschwindigkeit | Start |
| ---- | -------------------- | ------------------ | ------- | ----------------- | ----- |
| 01   | Jack Brabham         | Brabham-Ford       | 1:23,9  | 146,060 km/h      | 01    |
| 02   | Denis Hulme          | McLaren-Ford       | 1:24,1  | 145,712 km/h      | 02    |
| 03   | Jackie Stewart       | March-Ford         | 1:24,2  | 145,539 km/h      | 03    |
| 04   | Jean-Pierre Beltoise | Matra              | 1:24,46 | 145,091 km/h      | 04    |
| 05   | Pedro Rodríguez      | B.R.M.             | 1:24,5  | 145,022 km/h      | 05    |
| 06   | Chris Amon           | March-Ford         | 1:24,65 | 144,766 km/h      | 06    |
| 07   | Jacky Ickx           | Ferrari            | 1:24,7  | 144,680 km/h      | 07    |
| 08   | Jochen Rindt         | Lotus-Ford         | 1:24,8  | 144,509 km/h      | 08    |
| 09   | Henri Pescarolo      | Matra              | 1:24,9  | 144,339 km/h      | 09    |
| 10   | Jackie Oliver        | B.R.M.             | 1:25,0  | 144,169 km/h      | 10    |
| 11   | Bruce McLaren        | McLaren-Ford       | 1:25,0  | 144,169 km/h      | 11    |
| DNQ  | Rolf Stommelen       | Brabham-Ford       | 1:25,1  | 144,000 km/h      | 16    |
| DNQ  | Andrea de Adamich    | McLaren-Alfa Romeo | 1:25,15 | 143,915 km/h      | –     |
| 14   | John Surtees         | McLaren-Ford       | 1:25,2  | 143,831 km/h      | 12    |
| DNQ  | John Miles           | Lotus-Ford         | 1:25,3  | 143,662 km/h      | –     |
| DNQ  | Joseph Siffert       | March-Ford         | 1:25,38 | 143,528 km/h      | –     |
| 17   | Piers Courage        | De Tomaso-Ford     | 1:25,44 | 143,427 km/h      | DNS   |
| 18   | Johnny Servoz-Gavin  | March-Ford         | 1:25,46 | 143,393 km/h      | 13    |
| 19   | Graham Hill          | Lotus-Ford         | 1:25,54 | 143,259 km/h      | 14    |
| 20   | Mario Andretti       | March-Ford         | 1:25,7  | 142,992 km/h      | 15    |
| DNQ  | Àlex Soler-Roig      | Lotus-Ford         | 1:25,8  | 142,825 km/h      | –     |
| DNQ  | George Eaton         | B.R.M.             | 1:26,4  | 141,833 km/h      | –     |

Anmerkungen
1. ↑  Stommelen war eigentlich nicht qualifiziert. Da jedoch Courage nicht startete, erhielt er den letzten Startplatz.

### Rennen
| Pos. | Fahrer               | Konstrukteur   | Runden | Stopps | Zeit       | Start | Schnellste Runde |
| ---- | -------------------- | -------------- | ------ | ------ | ---------- | ----- | ---------------- |
| 01   | Jackie Stewart       | March-Ford     | 90     | 0      | 2:10:58,2  | 03    | 1:24,4           |
| 02   | Bruce McLaren        | McLaren-Ford   | 89     | 0      | + 1 Runde  | 11    | 1:25,7           |
| 03   | Mario Andretti       | March-Ford     | 89     | 0      | + 1 Runde  | 16    | 1:25,7           |
| 04   | Graham Hill          | Lotus-Ford     | 89     | 0      | + 1 Runde  | 15    | 1:26,2           |
| 05   | Johnny Servoz-Gavin  | March-Ford     | 88     | 0      | + 2 Runden | 14    | 1:25,9           |
| –    | John Surtees         | McLaren-Ford   | 76     | 0      | DNF        | 12    | 1:25,9           |
| –    | Jack Brabham         | Brabham-Ford   | 61     | 0      | DNF        | 01    | 1:24,3 (19.)     |
| –    | Rolf Stommelen       | Brabham-Ford   | 43     | 1      | DNF        | 17    | 1:27,5           |
| –    | Henri Pescarolo      | Matra          | 33     | 0      | DNF        | 09    | 1:27,1           |
| –    | Jean-Pierre Beltoise | Matra          | 31     | 0      | DNF        | 04    | 1:27,0           |
| –    | Denis Hulme          | McLaren-Ford   | 10     | 0      | DNF        | 02    | 1:28,1           |
| –    | Chris Amon           | March-Ford     | 10     | 0      | DNF        | 06    | 1:35,0           |
| –    | Jochen Rindt         | Lotus-Ford     | 9      | 0      | DNF        | 08    | 1:29,8           |
| –    | Pedro Rodríguez      | B.R.M.         | 4      | 0      | WD         | 05    | 1:31,8           |
| –    | Jacky Ickx           | Ferrari        | 0      | 0      | DNF        | 07    | –                |
| –    | Jackie Oliver        | B.R.M.         | 0      | 0      | DNF        | 10    | –                |
| DNS  | Piers Courage        | De Tomaso-Ford | –      | –      | –          | 13    | –                |

## WM-Stände nach dem Rennen
Die ersten sechs des Rennens bekamen 9, 6, 4, 3, 2, 1 Punkt(e). Die besten sechs Ergebnisse der ersten sieben und die besten fünf der letzten sechs Rennen zählten zur Meisterschaft. In der Konstrukteurswertung zählten dabei nur die Punkte des bestplatzierten Fahrers eines Teams.

### Fahrerwertung
| Pos. | Fahrer               | Konstrukteur | Punkte |
| ---- | -------------------- | ------------ | ------ |
| 01   | Jackie Stewart       | March-Ford   | 13     |
| 02   | Jack Brabham         | Brabham-Ford | 9      |
| 03   | Denis Hulme          | McLaren-Ford | 6      |
| 04   | Bruce McLaren        | McLaren-Ford | 6      |
| 05   | Jean-Pierre Beltoise | Matra        | 3      |
| 06   | Mario Andretti       | March-Ford   | 4      |
| 07   | Graham Hill          | Lotus-Ford   | 4      |
| 08   | John Miles           | Lotus-Ford   | 2      |
| 09   | Johnny Servoz-Gavin  | March-Ford   | 2      |
| 10   | Henri Pescarolo      | Matra        | 0      |
| 11   | John Love            | Lotus-Ford   | 0      |
| 12   | Pedro Rodríguez      | B.R.M.       | 0      |

| Pos. | Fahrer         | Konstrukteur   | Punkte |
| ---- | -------------- | -------------- | ------ |
| 13   | Joseph Siffert | Brabham-Ford   | 0      |
| 14   | Peter de Klerk | Lotus-Ford     | 0      |
| 15   | Dave Charlton  | Lotus-Ford     | 0      |
| 16   | Jochen Rindt   | Lotus-Ford     | 0      |
| –    | Jacky Ickx     | Ferrari        | 0      |
| –    | John Surtees   | McLaren-Ford   | 0      |
| –    | George Eaton   | B.R.M.         | 0      |
| –    | Piers Courage  | De Tomaso-Ford | 0      |
| –    | Rolf Stommelen | Brabham-Ford   | 0      |
| –    | Jackie Oliver  | B.R.M.         | 0      |
| –    | Chris Amon     | March-Ford     | 0      |

### Konstrukteurswertung
| Pos. | Konstrukteur | Punkte |
| ---- | ------------ | ------ |
| 01   | March-Ford   | 13     |
| 02   | McLaren-Ford | 12     |
| 03   | Brabham-Ford | 9      |
| 04   | Lotus-Ford   | 5      |

| Pos. | Konstrukteur   | Punkte |
| ---- | -------------- | ------ |
| 05   | Matra          | 3      |
| –    | B.R.M.         | 0      |
| –    | Ferrari        | 0      |
| –    | De Tomaso-Ford | 0      |